# 2039年6月21日日食
2039年6月21日日食是一次日環食，將發生於2039年6月21日（俄羅斯遠東部分日偏食區域為6月22日）。新月當天（即朔日），地球上觀測到月球和太阳的角距離極小，此時月球如果恰好在月球交點附近，穿過太阳和地球之間，與地球、太阳接近一直線，則會出現日食。月球穿過太阳和地球之間，但距地球較遠，本影未能接觸地表，而使偽本影覆蓋的區域內看到月球的角直徑小於太陽，就形成日環食，同時在偽本影兩側數千公里的半影範圍內形成日偏食。此次日環食經過了美國阿拉斯加州、加拿大、格陵蘭、挪威、瑞典、奧蘭群島、芬蘭、愛沙尼亞、拉脫維亞、立陶宛、白俄羅斯、俄羅斯，日偏食則覆蓋了北美地區大部、歐洲大部、非洲西北部及周邊部分地區。

## 日食概況

### 出現區域
美國阿拉斯加州安德烈亞諾夫群島以南約660公里的北太平洋面最先在日出時看到此次日環食，隨後月球偽本影向東北經過阿拉斯加州中東部、加拿大北部，在努納武特地區埃勒夫靈內斯島東北部達到最大食分。此後偽本影逐漸轉向東南移動，穿過格陵蘭、挪威海、歐洲東北部，最終在日落時分結束於俄羅斯斯摩棱斯克州東南部。
此次偽本影經過的陸地包括：
- 美国阿拉斯加州中東部；
- 加拿大：育空地區北部、西北地區北部、努納武特地區北部，其中最大食分位於努納武特地區埃勒夫靈內斯島東北部；
- 格陵兰：經過阿萬納塔北部後自西北向東南斜貫東北格陵蘭國家公園南部；
- 挪威：諾爾蘭郡除東北部外的大部、北特倫德拉格郡除西南角外的大部、南特倫德拉格郡北部和東北角；
- 瑞典：北博滕省東南部、西博滕省除東北角外的大部、耶姆特蘭省除西南部外的大部、西諾爾蘭省、耶夫勒堡省除西南角和南端外的大部、達拉納省東北邊境、烏普薩拉省東北半部、斯德哥爾摩省東北部；
- 奥兰全境；
- 芬兰：西南芬蘭區西南部和新地區極西南角；
- 爱沙尼亚：希烏縣、薩雷縣、萊內縣、哈爾尤縣西南部、拉普拉縣西南半部、耶爾瓦縣極西南角、派爾努縣除東北角外的絕大部分、維爾揚迪縣中南部、塔爾圖縣西南角、瓦爾加縣除東北部外的大部、沃魯縣西南部；
- 拉脫維亞全境除阿盧克斯內自治市東北部和維利亞卡自治市北部外的絕大部分，其中里加是本次環食帶內的唯一首都；
- 立陶宛：希奧利艾縣極東北角、帕內韋日斯縣東北半部、烏田納縣中東部、維爾紐斯縣東北部；
- 白俄羅斯：維捷布斯克州、明斯克州東北部、莫吉廖夫州除西南和東南部外的大部、戈梅利州北部；
- 俄羅斯：列寧格勒州西南部、普斯科夫州、諾夫哥羅德州西南部、特維爾州西南部、斯摩棱斯克州除東南部外的大部、莫斯科州西部、卡盧加州極西北角。[3][4]

除了上述狹窄的環食帶內能看到日環食之外，月球半影覆蓋範圍內都將能看到日偏食，包括美國除東南部和夏威夷群島西北部以外的部分、加拿大、聖皮埃爾和密克隆、格陵蘭、墨西哥西北部，歐洲除俄羅斯南部、烏克蘭東南角、希臘東南部、土耳其歐洲部分東南部以外的大部分，北非西部、西非北部，及俄羅斯北部。
月球在其軌道上自西向東轉動，發生日食時，月球在地球表面的陰影也大多自西向東移動，而從地球上看，太阳的西側先被月球遮掩，然後逐漸向東。但此次日食發生在北半球的夏季，地軸北端向太阳方向傾斜，月影經過了晨昏圈最北端附近的區域，因而在俄羅斯北部的部分被半影覆蓋、看到日偏食的區域內，月影在地表自東向西移動，地面上看到的太阳東側最先被月球遮掩。而偽本影覆蓋的環食帶內月影均自西向東移動，照常看到太阳西側最先被月球遮掩。所有日環食及大部分地區看到的日偏食發生在6月21日，俄羅斯東北部的日偏食發生在6月22日，俄羅斯北部還有部分處於極晝地區的日食在6月21日子夜前不久開始，在6月22日凌晨結束。

此次日環食過程中月影在地表移動的動畫

### 基本參數
- 類型：日環食
- 食甚中心處（位於加拿大努納武特地區埃勒夫靈內斯島東北部）資料：
  - 時間：2039年6月21日17:11:29.6
  - 地點：78°52.5′N 102°6.5′W / 78.8750°N 102.1083°W
  - 食分：0.9454（環食帶內最大）
  - 偽本影寬度：365.3公里
  - 日環食持續時間：4分4.9秒
- 環食最長處資料：
  - 時間：2039年6月21日17:11:40
  - 地點：78°55′N 101°47′W / 78.917°N 101.783°W
  - 偽本影寬度：365.2公里
  - 日環食持續時間：4分4.9秒[6]

## 相關的日食

### 2036-2039年的日食
月球交替位於相對的月球交點時，以半個交點年（食年），即約177天又4小時間隔出現下列日食。
註：2036年2月27日和2036年8月21日的日偏食屬於上一組交點年系列。
| 日食列表  |           |           |           |           |           |           |           |           |           |           |           |
| 1997-2000 | 2000-2003 | 2004-2007 | 2008-2011 | 2011-2014 | 2015-2018 | 2018-2021 | 2022-2025 | 2026-2029 | 2029-2032 | 2033-2036 | 2036-2039 |

| 升交點   | 升交點                   |          | 降交點                   | 降交點 |
| 沙羅周期 | 地圖                     | 沙羅周期 | 地圖                     |        |
| 117      | 2036年7月23日 偏食（南） | 122      | 2037年1月16日 偏食（北） |        |
| 127      | 2037年7月13日 全食       | 132      | 2038年1月5日 環食        |        |
| 137      | 2038年7月2日 環食        | 142      | 2038年12月26日 全食      |        |
| 147      | 2039年6月21日 環食       | 152      | 2039年12月15日 全食      |        |

### 沙羅周期
沙羅周期長度為18年11天。本次日食屬於沙羅周期147，共包含80次日食，依次為1624年10月12日至1985年5月19日的21次日偏食、2003年5月31日至2706年7月31日的40次日環食、2724年8月11日至3049年2月24日的19次日偏食，總共歷時1424.38年。本周期並無日全食。
下表列舉了1901年至2100年間發生的屬於該周期的11次日食，是第17至27次：
| 17            | 18            | 19            |
| ------------- | ------------- | ------------- |
| 1913年4月6日  | 1931年4月18日 | 1949年4月28日 |
| 20            | 21            | 22            |
| 1967年5月9日  | 1985年5月19日 | 2003年5月31日 |
| 23            | 24            | 25            |
| 2021年6月10日 | 2039年6月21日 | 2057年7月1日  |
| 26            | 27            |               |
| 2075年7月13日 | 2093年7月23日 |               |

## 資料來源
1. ↑  樊忠玉. . 中国天文科普网.   [2018-02-09]. （原始内容存档于2014-09-17）.
2. 1 2  Fred Espenak. . NASA Eclipse Web Site.   [2018-02-09]. （原始内容存档于2020-10-24）.（英文）
3. ↑  Fred Espenak. . NASA Eclipse Web Site.   [2018-02-09]. （原始内容存档于2020-10-24）.（英文）
4. ↑  Xavier M. Jubier. .   [2018-02-09]. （原始内容存档于2020-02-04）.（法文）（英文）
5. ↑  Fred Espenak. . NASA Eclipse Web Site.   [2018-02-09]. （原始内容存档于2019-01-18）.（英文）
6. ↑  Fred Espenak. . NASA Eclipse Web Site.   [2018-02-09]. （原始内容存档于2020-10-20）.（英文）
7. ↑  Fred Espenak. . NASA Eclipse Web Site.（英文）

## 外部連結
- NASA日食專頁（页面存档备份，存于）（英文）
- 可見區域圖和時間統計：由弗雷德·埃斯佩纳克做出的日食預報，NASA/GSFC
  - Google互動地圖呈現的日食範圍
  - 貝塞爾元素
- Google地圖顯示的日環食和日偏食範圍（页面存档备份，存于）（法文）（英文）

| \| \| 日食 \|                              |                              |                                            |
| 上一次日食： 2038年12月26日日食 （日全食） | 2039年6月21日日食 （日環食） | 下一次日食： 2039年12月15日日食 （日全食） |
| 上一次日環食： 2038年7月2日日食            | 2039年6月21日日食 （日環食） | 下一次日環食： 2041年10月25日日食          |
|                                            | 日食                         |                                            |